# Niall Ó Dónaill
Niall Ó Dónaill, né en 1908 à Loughanure et mort le 10 février 1995, est un lexicographe du gaélique irlandais.
Il est connu pour son travail d'éditeur du dictionnaire gaélique irlandais-anglais Foclóir Gaeilge-Béarla en 1977, toujours utilisé aujourd'hui.

## Biographie
Il fut scolarisé au Saint Eunan's College à Letterkenny puis fit ses études universitaires à l'University College Dublin.
Il écrivit l'ouvrage Bruigheann Féile qui est basé sur des histoires du passé de la ville de Loughanure et de ses environs dans le Gaeltacht. Son livre Na Glúnta Rosannacha fut publié pour la première fois en 1952.

## Sources
- (en) Cet article est partiellement ou en totalité issu de l’article de Wikipédia en anglais intitulé « Niall Ó Dónaill » (voir la liste des auteurs).